# Bernhard Juel
Axel Bernhard Juel, född den 15 november 1859 i Stockholm, död den 1 februari 1924 i Vessige församling, Hallands län, var en svensk sjömilitär. Han var bror till Oscar Juel och far till Niels Juel.
Juel blev underlöjtnant i flottan 1880, löjtnant 1884 och kapten 1890. Han tjänstgjorde i Marinförvaltningen 1888–1899 och blev chef för Artilleridepartementet vid Flottans station i Karlskrona sistnämnda år. Juel blev kommendörkapten av andra graden 1901, av första graden 1905, kommendör 1911 och konteramiral i reserven 1919. Han invaldes som ledamot av Örlogsmannasällskapet 1891 och av Krigsvetenskapsakademien (av andra klassen) 1904. Juel blev riddare av Vasaorden 1897 och av Svärdsorden 1900 samt kommendör av andra klassen av sistnämnda orden 1914 och kommendör av första klassen 1918. Han vilar i en familjegrav på Norra begravningsplatsen utanför Stockholm.